# Mare de Déu de les Salines
La Mare de Déu de les Salines és un santuari a migdia del puig de les Salines, a l'extrem nord del terme municipal de Maçanet de Cabrenys, a 15 km del nucli urbà, inclòs a l'Inventari del Patrimoni Arquitectònic de Catalunya.

## Descripció
Aquest santuari és un conjunt de construccions adossades, format per la capella, l'hostatgeria, el refugi i el pati. L'església, de petites dimensions, és d'una nau de volta apuntada, seguida i repicada; amb absis semicircular, orientada a ponent. Darrere l'absis se n'hi afegí un altre; també semicircular, que fa la funció de sagristia. La portada del frontis és d'arc de mig punt, adovellada. A la clau del seu arc hi ha gravada la data 1687 i les inicials JVR. A sobre la façana s'alça el petit campanar de cadireta d'un sol arc. Al mur de migdia de la nau, hi ha una altra porta, romànica, amb docellatge, d'un arc que forma gradació. El timpà és omplert amb carreuada. L'abis correspon a una reforma gairebé total del santuari a finals del segle xvii. Bona part de l'hostatgeria també es feu a finals del segle xvii.

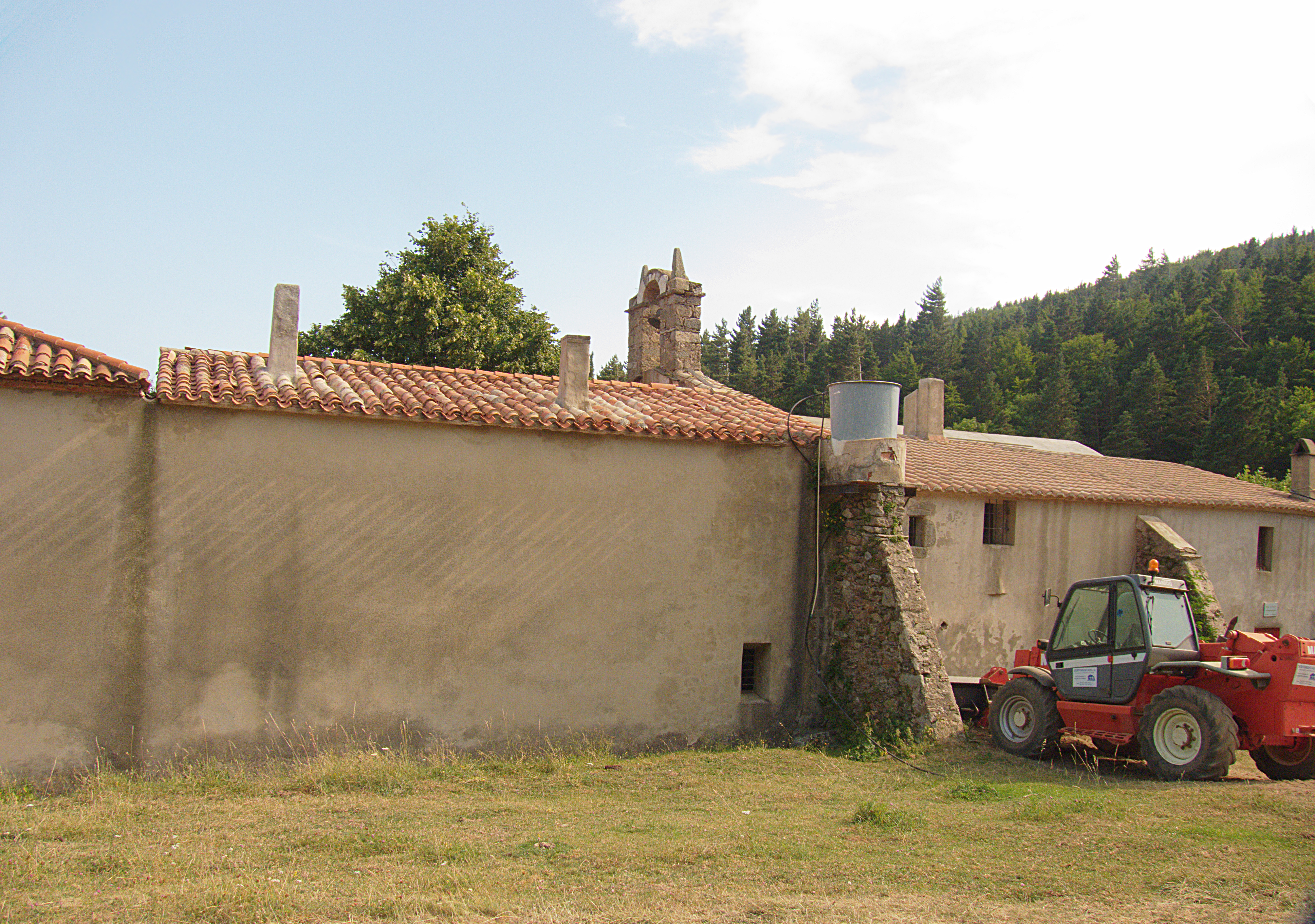
El refugi és a l'extrem dret de la foto

La capella o ermita és esmentada ja el 1279. Durant les lluites de religió franceses, un grup d'hugonots assassinaren l'ermità i feren destrosses (trossejaren la Verge). El 1640 fou esculpida una nova imatge, d'alabastre.
L'antiga casa de l'ermità i l'hostatgeria són a migdia, resguardats dels vents del nord; aquesta, obra dels segles xviii-xix, funciona a l'estiu i part dels edificis són destinats a refugi del Centre Excursionista Empordanès de Figueres. El veïnat de les Salines de masies disperses es troba als vessants de la muntanya amb una població aproximada de 40 veïns.

## Notícies històriques
El 1275 la capella ja estava acabada i s'hi instituí un capellà. El 1384 Guerau de Cabrera va institutir el benefici de sant Nicolau a l'església parroquial, en el qual incloïa el manteniment de la capella. A final del segle xvii la capella fou objecte d'una reforma quasi total.